# バースカララーオ・ペーリ
バースカララーオ・ペーリ（Bhaskararao Peri、1947年4月 - ）は、インドの言語学者。専門は、南アジア諸言語の音声学。
東京外国語大学名誉教授。Ph.D.（言語学）。

## 略歴
1964年4月、マハラジャ・カレッジ（インド、ヴィジャナガラム）卒業、1973年4月、デサン・カレッジ（インド、プネー）大学院修了。
デサン・カレッジ教員を経て、1995年4月より2011年まで、東京外国語大学アジア・アフリカ言語文化研究所教授。

## 研究業績
- Bhaskararao, P. "Telugu". In: Encyclopedia of Language & Linguistics -Second Edition. Keith Brown (Editor-in-Chief). Elsevier. December 2005. Vol. 12. 555-558pp.
- Bhaskararao, P. "Toda". In: Encyclopedia of Language & Linguistics -Second Edition. Keith Brown (Editor-in-Chief). Elsevier. December 2005. Vol. 12. 727-730pp.